# Ballrooms and Biscotti
Ballrooms and biscotti es el 66to episodio de la serie de televisión norteamericana Gilmore Girls.

## Resumen del episodio
Tras un intenso verano de mochileras por Europa, las chicas Gilmore regresan a casa con un poco de retraso, y encontrando bastante preocupada a Babette por la demora. Mientras van entregándoles a sus amigos los regalos de Europa, las chicas Gilmore encuentran a una Sookie que ya está con un embarazo bastante avanzado; va a tener un niño, aunque Jackson no quiere saber el sexo aún. Luke también ha vuelto de su crucero, aunque no cuenta los detalles sino hasta después, y confiesa que se casó con Nicole, pero ahora se va a divorciar; la heladería de Taylor ya está funcionando, y él ha nombrado a Rory como la reina del helado. Ella se niega por estar muy ocupada, y Taylor se ofende. Momentos después, Rory verifica la fecha en que debe ir a Yale, y se da cuenta de que es en dos días, por lo que todos los planes de las chicas Gilmore cambian drásticamente. Mientras Lorelai se encuentra haciendo las últimas compras, Rory asiste el viernes a la cena con sus abuelos, y Emily se estremece cuando su hija no va. Como es la última noche libre de Rory, Emily la retiene en su casa para que vea vídeos sobre baile, y ella llama a Lorelai para que la rescate. Luego de una ligera discusión con su madre, Lorelai también pasa un grato momento con Rory viendo los vídeos.

## Curiosidades
- Cuando las chicas vuelven a casa, todas las luces están encendidas.
- Hay una referencia a Daria La serie de MTV.
- En capítulos anteriores discutieron porque tenían demasiadas cosas que querían llevar y no cabrían en sus mochilas. Al volver de Europa se ve que trae cada una solo un gran mochila repleta y con no muchas cosas colgando; pero, al día siguiente van a repartir los "muchos" regalos que trajeron ara sus amigos y para hacerlo tienen que cargarlos en las mismas mochilas, las cuales dejan casi tan repletas como al llegar, entonces: ¿en qué espacio llevaron sus ropas, libros y cosas?
- En el episodio 20 de la tercera temporada, Say goodnight, Gracie, Taylor iba a inaugurar la tienda de helados, pero lo pospuso por el funeral de Fran. Aun así, ¿por qué esperó tres meses para abrirla?
- Cuando Lorelai y Rori se sientan en una banca a hablar después de hacer compras, pasa una pareja y tiempo después vuelve a pasar sin siquiera haber regresado.
- En la versión española, Rory le dice a Taylor que sólo tiene un par de días antes de irse a la universidad, una escena antes de darse cuenta de eso. En el audio original, sin embargo, menciona que sólo tiene unos pocos días.

- Datos: Q5717373